# Monetazione meccanica

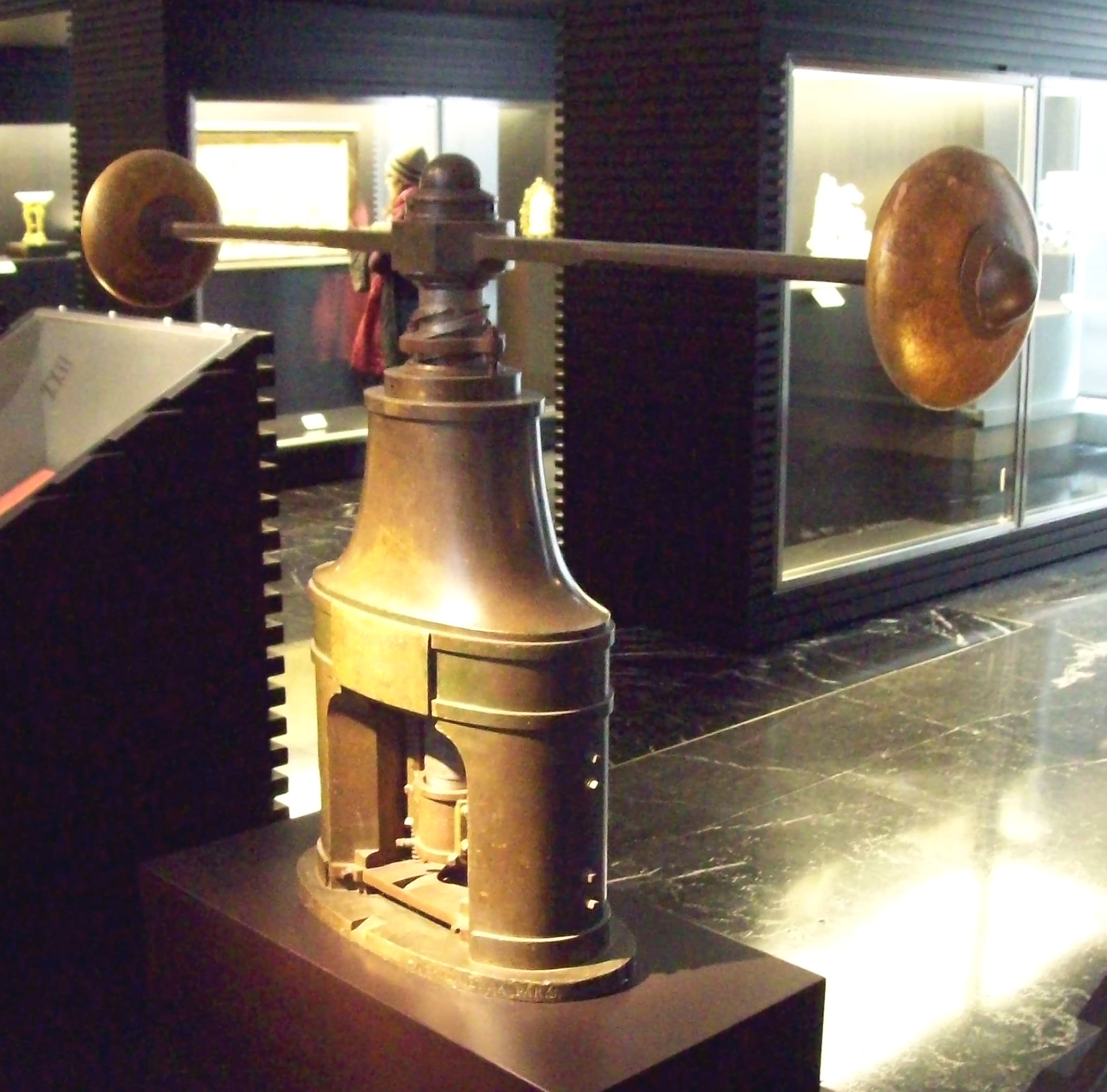
Pressa del 1831

Il termine monetazione meccanica (al torchio  o al bilanciere) è usato per descrivere monete che sono prodotte da una qualche tipo di macchina, anziché manualmente battendo con il martello i tondelli metallici fra i due conii (monetazione al martello) oppure per fusione (monetazione fusa).
La prima macchina conosciuta per produrre le monete sembra sia la pressa a vite, che si ritiene sia stata inventata da Leonardo da Vinci nel XV secolo.
Il bilanciere moderno fu inventato nel 1641 da Nicolas Briot e perfezionato da Jean-Pierre Droz.
Le prime monete al tornio prodotte in Inghilterra risalgono ai primi anni 60 del 1500, ma la monetazione al tornio non sostituì completamente la monetazione al martello fino al 1662.

## Galleria d'immagini

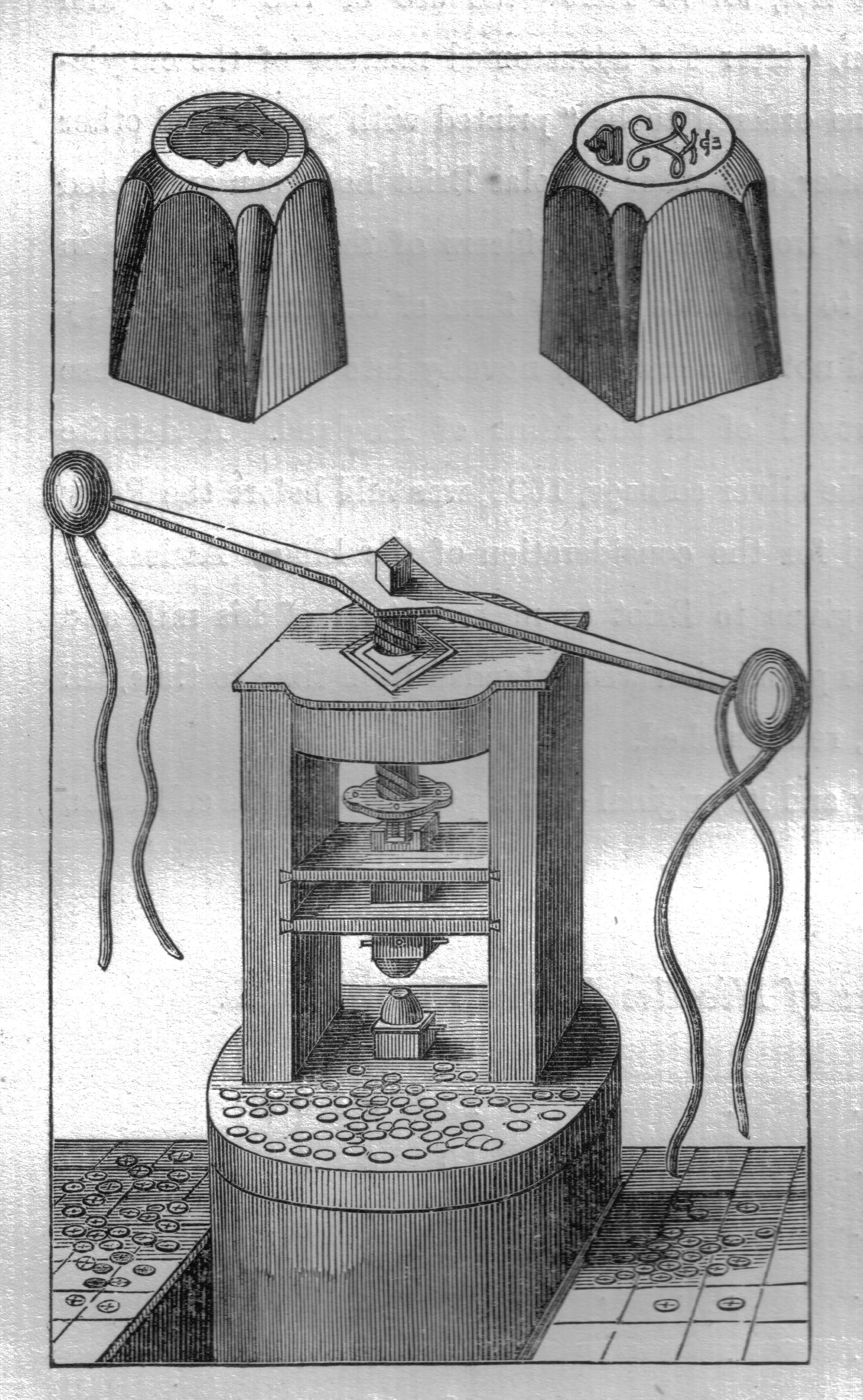
Un torchio per la produzione di monete. Sono rappresentati i due conii.
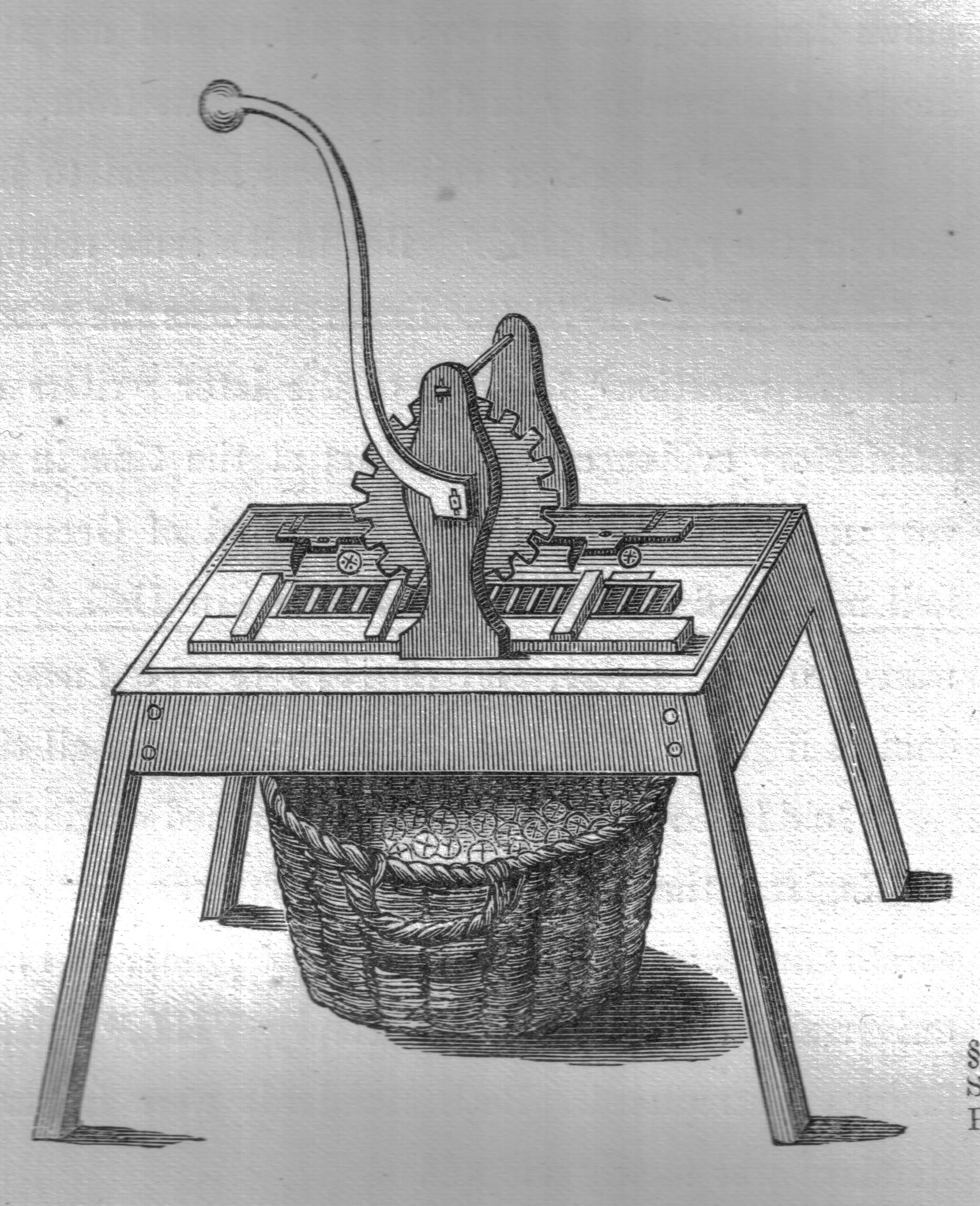
Un torchio che permette di imprimere il contorno della moneta.